# Rt Ukurunru
Rt Ukurunru je rt u zapadnom dijelu Ohotskog mora. Ima strme litice koje su sivkastosmeđe boje. Formira zapadnu točku ulaza u Ulbanski zaljev.

## Povijest
Američki kitolovci krstarili su u potrazi za grenlandskim kitovima uz rt između 1855. i 1885. Zvali su ga Mercury ili Washington Head, prvo ime po brodu Mercury (340 tona) iz New Bedforda, koji je posjetio to područje tijekom svog putovanja 1852.-1855., a drugo ime po brodu Washington (340 tona), iz Sag Harbor, koju je 1855. godine zaledio i iskrcao na obalu blizu rta.